# A. J. Finn
A. J. Finn, pseudonimo di Daniel Mallory (New York, 2 gennaio 1979), è un editore e scrittore statunitense.
Ha debuttato, nel 2018, con il suo primo romanzo: La donna alla finestra conquistando il primo posto nella lista dei best seller del New York Times ed è stato adattato nel lungometraggio omonimo. Mallory è passato alla ribalta nel 2019 per aver mentito ampiamente sul suo passato al fine di scusare carenze personali e promuovere illegittimamente il suo lavoro letterario e la sua carriera.

## Vita e formazione
Mallory è nato a New York e si è trasferito con la famiglia a Charlotte, Carolina del Nord, dove ha frequentato la Charlotte Latin School. Si è laureato in inglese e ha recitato alla Duke University.

## Carriera
Mallory ha lavorato per diversi anni a Londra presso Sphere Books, un marchio di Little, Brown and Company. Ha scritto il suo primo romanzo: La donna alla finestra, mentre viveva a New York e lavorava come vicepresidente ed editore esecutivo presso l'editore William Morrow and Company, presso il quale ha pubblicato il suo libro. Ha debuttato nel 2018 conquistando il primo posto dei best seller del New York Times, ma è stato criticato per le somiglianze chiave con il libro di Sarah A. Denzil del 2016 Saving April. Il libro è stato adattato per realizzare il lungometraggio omonimo nel cui cast compaiono Amy Adams e Gary Oldman. L'uscita nelle sale del film era originariamente prevista per il 15 maggio 2020, ma a causa della pandemia di COVID-19 è stato venduto a Netflix, che ha iniziato lo streaming il 14 maggio 2021.

## Controversie
Nel febbraio 2019, un articolo sul New Yorker ha rivelato che Mallory ha inventato numerosi aspetti della sua vita e carriera, incluso aver conseguito il dottorato all'Università di Oxford; aver avuto il cancro: un tumore al cervello e un tumore della colonna vertebrale, con conseguenti interventi chirurgici per tumori; aver perso sua madre a causa di un cancro; e aver perso suo fratello per suicidio. È stato anche accusato che la trama del suo libro riporta delle forti analogie con il film thriller del 1995 Copycat, senza aver indicato tale origine. Mallory ha successivamente rilasciato una dichiarazione in cui ha ammesso che sua madre era sopravvissuta al cancro e che anche suo fratello era ancora vivo. Mallory ha cercato di difendersi attribuendo questo suo comportamento come causato dal disturbo bipolare II di cui soffre, ma uno psichiatra, intervistato in tale articolo, ha indicato che "non si possono attribuire a tale diagnosi deliri, amnesia o 'bugie croniche per conseguire un guadagno secondario o per attirare l'attenzione'". L'originalità di La donna alla finestra è stata anche messa in dubbio in base a sostanziali somiglianze con il libro del 2016 Saving April di Sarah A. Denzil, compresa una svolta finale quasi identica, sebbene l'editore di A. J. Finn sostenga che le parti chiave della trama de La donna alla finestra fossero già state scritte completamente prima dell'uscita di Saving April.